# Pilea
Pilea is een plantengeslacht uit de brandnetelfamilie (Urticaceae). Met tussen 600 en 715 soorten is Pilea het grootste geslacht uit deze familie en een van de grotere geslachten uit de bovenliggende orde. Pilea-soorten komen voor in de tropen, subtropen en relatief warme, gematigde zones, met uitzondering van Australië en Nieuw-Zeeland. Het geslacht heeft weinig economisch belang, maar enkele soorten worden gebruikt als sierplant en één soort (P. plataniflora) wordt toegepast in de traditionele Chinese geneeskunde.

## Enkele soorten
- Pilea cadierei
- Pilea cataractae
- Pilea crassifolia
- Pilea depressa
- Pilea fontana
- Pilea grandifolia
- Pilea involucrata
- Pilea jamesonia
- Pilea laevicaulis
- Pilea microphylla
- Pilea myriophylla
- Pilea napoana
- Pilea nummulariifolia
- Pilea peperomioides
- Pilea plataniflora
- Pilea pollicaris
- Pilea pumila
- Pilea repens
- Pilea riopalenquensis
- Pilea schimpfii
- Pilea selbyanorum
- Pilea serpyllacea
- Pilea serratifolia
- Pilea topensis
- Pilea trichosanthes
- Pilea trilobata
- Pilea tungurahuae

... · 
Boehmeria · 
Cecropia · 
Coussapoa · 
Dendrocnide · 
Elatostema · 
Parietaria · 
Pilea · 
Soleirolia · 
Urtica (Brandnetel) · 
...